# Bulbophyllum tectipetalum
Bulbophyllum tectipetalum là một loài phong lan thuộc chi Bulbophyllum.